# Yavapai Indijanci
Yavapai (Mohave Apache, Apache Mohave) jedno je od Yumanskih plemena nekada nastanjeno u krajevima od planina Pinal i Mazatzal pa do rijeke Colorado, u Arizoni. 

## Ime
Yavapai /'sunčev narod/ ime došlo je od enyaéva, "sun" i pai, "people," pa stoga označava "people of the sun". Ostale nazive dobivali su ili od Španjolaca, ili od Apača. Apači su imali više naziva za njih: Dil-zha ("Indians living where there are red ants"); Gohún; Har-dil-zhays. Indijanci Pima nazivaju ih Taros, a Hualapai Inya'vapé, čije je značenje ' Sun People ' kao i naziv E-nyaé-va Pai. Naziv 'sunčevog naroda' Yavapai su dobili zbog obožavanja sunca.

## Lokalne bande
Glavne tri skupine su, viz.:
Kewevikopaya ili Southeastern Yavapai (Kewevkapaya; ranije Nijoras), oni bijahi podijeljeni na sljedeće bande:
- A) Walkamepa, izmeđi Miamia i Phoenixa.  Nadalje su se dijelili na egzogamnu pod-bandu ili klan: Ilihasitumapa u planinama Pinal;

- B) Wikedjasapa su se dijeli na egzogamne pod-bande ili klanove: Amahiyukpa, zapadno od Verde Rivera; Atachiopa, zapadnno od Cherryja; Hakayopa u Sunflower Valley (južno od Mazatzal Peaka); Hichapulvapa u planinama Mazatzal.

Ostale pod-bande Kewevikopaya su zastupljene u obje bande to su: Iiwilkamepa, između planina Superstition i Pinal; Matkawatapa, banda što je nastala miješanjem Walkamepa s Apačima sa Sierra Anche; Onalkeopa, u planinama Mazatzal; Yelyuchopa (planine Mazatzal); Cuercomache, s Diamond Creeka se navodi kao selo; Amanyiká, selo bande Wikedjasapa.
Yavepe (ili Northeastern Yavapai, ranije Cruzados). Dijelili su se na:
- A) Yavepe vlastiti s bandama: Wipukupa, življaše u pećinama Redrocka; Matkitwawipa, s gornjeg Verde Valleya, Fossil Creeka, Clear Creeka, east Verde Rivera, pa i južno do Cave Creeka;  Walkey-anyanyepa.

- B) Mat-haupapaya, od Prescotta do Crown Kinga i Bumble Bee-a. Uključuju bande: Wikutepa (zvana i Granite Peak Band) i Wikenichapa (ili Black Mountains ili Crown King Band).

Tolkepaya ili Tejunas (Western Yavapai). Oni uključuju bande:  
- Hakupakapa ili Inyokapa, u planinama sjeverno od Congressa; Hakehelapa Wiltaikapaya s planina Harcuvar Mountains; People's Valley, iz Kirkland Valleya, blizu Wickenburga; Haka-whatapa ili Matakwarapa, što življaše u La Pazu i Catle Domeu.

U moderno vrijeme Yavapai ili People of the Sun su organizirani u 4 bande: Tolkapaya na zapadu, Kewevkapaya na jugoistoku, Wipukpaya na sjeveroistoku i Yavepe na sjeverozapadu.

## Povijest
Rani susreti s Yavapaima zbio se vjerojatno 1582. – 1583. kada Espejova ekspedicija susreće Indijance Yavepe koje 1598. Marcos Farfan de los Godos naziva ih Cruzados, zbog malenih križića učinjenih od trske, što su na ćelu nosili vezane na uvojcima kose. Ove Yavepe Yavapai Indijance nazivaju i Northeastern Yavapai. Ostale dvije grupe su Nijoras (kasnije nazivani Kewevikopaya, Southeastern Yavapai) i Tolkepaya ili Tejunas, odnosno Western Yavapai. Kasnije ih susreću 1604. Juan de Oñate (1604), pa otac Francisco Garcés (1776.). Ovi Indijanci bijahu u dobrim odnosima s Tonto Apačima, pa su u petom mjesecu 1873. smješteni na rezervat Verde River Agency, s Tonto Apačima, odakle su dvije godine kasnije (1875.) preseljeni na Agenciju San Carlos Apache. Tu su Yavapai ostali do početka 20. stoljeća. Dio Yavapaia 1903. odlazi na rezervat Fort McDowell, gdje još žive, ostali su na rezervatima Yavapai-Prescott i na Camp Verde u okrugu Yavapai.

## Život i običaji
Yavapai su bili nomadi, koji su se kretali s mjesta na mjesto organizirani po malenim bandama i obiteljskim grupama. Razlozi ove njihove pokretljivosti s potraga za hranom, odnosno sakupljanje i lov. Neke grupe Yavapaia kao zaklone koristili su i prirodne pećine (kao banda Wipukupa), ili su pravili štitnike od granja i blata. Ovakve njihove naseobine poznate su kao 'rancherias', a jedna od njih poznata pod imenom Cuercomache, imala je karakteristike bande. Za razliku od Kalifornijskih Indijanaca, ili Istočnih Siouana koji su imali hambare i skladištili svoje divlje 'žitarice', Yavapai ih nisu imali. 
Glavna hrana što su je Yavapai sakupljali je piñon-orah, 'prickly pears' (bodljikava kruška; plod jedne vrste kaktusa), agavu (mescal) i druge plodove. Sakupljanje je bilo glavni posao žena. Od divljači muškarci su lovili jelena, planinsku ovcu i manje životinje, uključujući zeca i štakora. Košaraštvo su poznavali, a kuhalo se vjerojatno u zemljanim loncima.

## Yavapai danas
Yavapai danas žive na rezervatu Yavapai-Prescott, blizu grada Prewscott u okrugu Yavapai, Arizona, gdje pod plemnenskim imenom Yavapai-Prescott Indian Tribe broje tek 158 članova. Pleme živi od turizma (prirodne znamenitosti Thumb Butte i Granite Mountain) i kockarnica (Buckey’s Casino, Yavapai Casino i Smoke Shop).
Druga grupa živi na rezervatu Fort McDowell u okrugu Maricopa, 23 milje sjeveroistočno od Phoenixa. Rezervat je 1903. utemeljen za skupinu Kewevikopaya i danas žive od kockarnica (Fort McDowell Casino) i uzgoja alfalfe, i 'pecana' (Carya illinoensis), kojega Indijanci koristili u prehrani.
Pleme Yavapai-Apache Nation nastanjeno je danas na rezervatu Camp Verde u okrugu Yavapai.

## Vanjske poveznice
- Yavapai Apache Indian History
- Jerome, Arizona  Arhivirana inačica izvorne stranice od 6. srpnja 2010. (Wayback Machine)
- Sunrise Ceremony  Arhivirana inačica izvorne stranice od 29. lipnja 2006. (Wayback Machine)
- Yavapai: People of the Sun  Arhivirana inačica izvorne stranice od 25. rujna 2006. (Wayback Machine)
- Fort McDowell Yavapai Nation  Arhivirana inačica izvorne stranice od 4. svibnja 2012. (Wayback Machine)